# Public Types

Exemple de caractères PT Serif

Les Public Types of Russian Federation, ou Public Types sont une famille de polices de caractères libre conçue par Alexandra Korolkova, Olga Umpeleva et Vladimir Yefimov avec le financement de l’agence fédérale de la Presse et de la Communication de masse de la fédération de Russie. Elle est publiée par ParaType en 2009 et son but est de couvrir les besoins des langues minoritaires de Russie. Les polices sans empattements (PT Sans, PT Sans Narrow, PT Sans Caption) sont publiées en 2009, celles avec empattements (PT Serif, PT Serif Caption) en 2010, la police à chasse fixe PT Mono en 2011, sous une licence libre propre à ParaType. Ces polices sont disponibles comme polices Web et téléchargeable sur Google Webfonts sous la licence SIL Open Font License.
En 2011, ParaType reçoit un prix European Design de bronze pour les polices PT Sans et PT serif.
ParaType vend aussi des versions étendues de ces polices, appelées PT Sans Pro et PT Serif Pro, sous licence commerciale.
En 2015, les fontes étendues PT Serif Expert et PT Sans Expert sont publiées et téléchargeable librement, mais ne sont pas sous licence libre.